# Aeroportul Invercargill
Aeroportul Invercargill (IATA: IVC, ICAO: NZNV) este un aeroport din Invercargill, Invercargill City⁠(d), Southland Region⁠(d), Noua Zeelandă ce deservește zona Invercargill. Aeroportul a fost tranzitat în 2019 de 321.000 de pasageri. A fost deschis în 1944.
Situat la o altitudine de 2 m, aeroportul dispune de o singură pistă.